# Midnight Chime
『Midnight Chime』（ミッドナイト チャイム）は、J-WAVEで放送しているラジオのトーク番組。

## 概要
イラストレーター・たなかみさきのラジオ初挑戦となる番組。「夜の保健室」をコンセプトとし、恋、仕事、家族、そして性の話題をゲストと共にトークしていく。
リスナーからのお悩みに対してイラストで回答する企画もおこなっており、描いたイラストは番組のSNSに公開している。
番組開始にあたってのたなかへのインタビューで、リスナーに対し「運転免許証もない、漢検や英検も持っていない社会的に"なんでもない人"である私にだからこそ打ち明けられる話」が聞けると嬉しいと語っている。

## ゲスト
2019年
- 10月15日（14日深夜）、22日（21日深夜） - 吉澤嘉代子[3]
- 10月29日（28日深夜）、11月5日（4日深夜） - 野村由芽（She is 編集長）[4]
- 11月19日（18日深夜）、11月26日（25日深夜） - 仁村紗和[5]